# Эльвстрём, Пауль
Пауль Берт Эльвстрём (дат. Paul Bert Elvstrøm; 25 февраля 1928[…], Хеллеруп, Копенгаген — 7 декабря 2016[…], Хеллеруп, Ховедстаден) — датский яхтсмен, четырёхкратный олимпийский чемпион (1948, 1952, 1956, 1960), многократный чемпион мира и Европы. Участник восьми Олимпийских игр.

## Спортивные достижения
Первым в истории во всех видах спорта победил в индивидуальных дисциплинах на четырёх Олимпийских играх. Участник восьми летних Олимпийских игр (1948, 1952, 1956, 1960, 1968, 1972, 1984, 1988) на протяжении 40 лет. Если бы не пропускал Олимпийские игры (1964, 1976 и 1980), то был бы единоличным рекордсменом по количеству участий в Играх.
- 4-кратный олимпийский чемпион на швертботе-одиночке (первый раз победил в возрасте 20 лет):
  - 1948 — класс «Файрфлай»[англ.];
  - 1952, 1956, 1960 — класс «Финн».

- 13-кратный[5] чемпион мира в 8 классах яхт[6]:
  - 1957, 1958 — класс 505;
  - 1958, 1959 — класс «Финн»;
  - 1959 — класс «Снайп»;
  - 1962 — класс «Летучий голландец»;
  - 1966 — класс 5.5 метров;
  - 1966, 1967 — класс «Звездный»;
  - 1969, 1974 — класс «Солинг».
  - 1972, 1981 — полутонный класс.
- 8-кратный чемпион Европы.

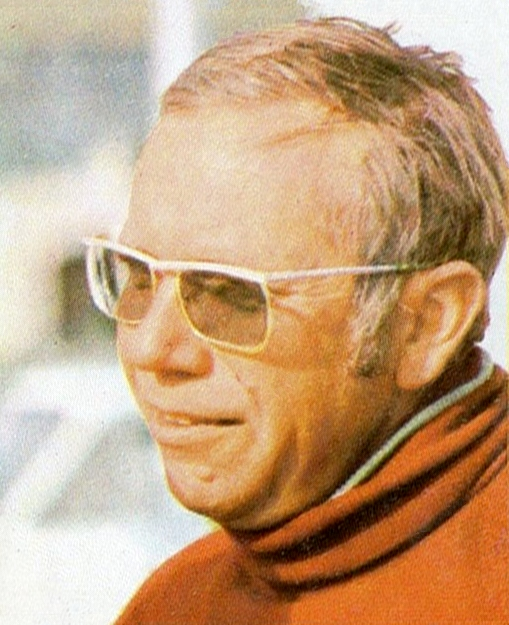
Пауль Эльвстрём (фото 1972 года)

В Киле на олимпийской регате 1972 года в классе Солинг у Эльвстрема произошёл нервный срыв, связанный с относительной неудачей в серии гонок (он шёл пятым после 4 гонок) и делами в бизнесе, в результате чего он фактически не участвовал в двух последних гонках регаты. В итоге Эльвстрём занял только 13-е место.
В 1980-х годах выступал в классе «Торнадо» со своей дочерью Трине (дат. Trine Inge Elvstrøm-Myralf), с которой выиграл чемпионаты Европы 1983 и 1984 годов. В 1984 году 56-летний Пауль, вернувшийся на Олимпийские игры после 12-летнего отсутствия, был близок к завоеванию олимпийской медали в классе «Торнадо» на Играх в Лос-Анджелесе, лишь 0,7 балла проиграв в борьбе за бронзу австралийскому экипажу (австралийцы обошли датчан лишь благодаря победе в последней гонке, тогда как отец и дочь Эльвстрёмы заняли в ней 5-е место). Спустя 4 года на Олимпийских играх в Сеуле 60-летний Пауль последний раз в карьере выступил на Олимпийских играх, заняв с дочерью 15-е место в классе «Торнадо».
Тренировал сборную Дании.
Известный конструктор парусов и оборудования для спортивных яхт. Автор ряда усовершенствований правил проведения соревнований.
Ввёл в обиход яхтсменов новую технологию откренивания, закрепив в кокпите швертбота «Финн» ремни, позволяющие надежно фиксировать ноги и выносить туловище за борт.
В 1996 году был признан в Дании «спортсменом столетия».
На ежегодной конференции Международной федерации парусного спорта (World Sailing), которая состоялась в Португалии в ноябре 2007 года, был введён в Зал славы ИСАФ.
Последние годы жизни боролся с болезнью Альцгеймера.

### Результаты на Олимпийских играх
| Игры               | Возраст | Класс    | Экипаж                             | Место |
| ------------------ | ------- | -------- | ---------------------------------- | ----- |
| 1948 Лондон        | 20      | Файрфлай | —                                  | 1     |
| 1952 Хельсинки     | 24      | Финн     | —                                  | 1     |
| 1956 Мельбурн      | 28      | Финн     | —                                  | 1     |
| 1960 Рим           | 32      | Финн     | —                                  | 1     |
| 1968 Мехико        | 40      | Звёздный | Поуль Мик-Мейер                    | 4     |
| 1972 Мюнхен (Киль) | 44      | Солинг   | Ян Кьерульфф Вальдемар Бандоловски | 13    |
| 1984 Лос-Анджелес  | 56      | Торнадо  | Трине Эльвстрём                    | 4     |
| 1988 Сеул          | 60      | Торнадо  | Трине Эльвстрём                    | 15    |

## Книги
Автор ряда книг, выходивших на датском, английском, немецком, шведском языках; одна из его книг была переведена на русский язык.

### На английском языке
- Paul Elvstrøm. Practical yacht racing; a handbook on the 1959 racing rules, racing technique and tactics. — Southampton, Eng: A. Coles; New York, J. De Graff, 1960.
- Paul Elvstrøm. Expert dinghy racing. — London: Adlard Coles, 1963.
- Paul Elvstrøm. Paul Elvstrom explains the yacht racing rules in his own words and with over 125 'Birds-eye' drawings. — Richard Creagh-Osborne & Partners; Coles, 1965.
- Paul Elvstrøm. Expert dinghy and keel boat racing. — New York: Quadrangle/New York Times Books, 1967.
- Paul Elvstrøm. Elvström speaks on yacht racing. — Chicago: One-Design & Offshore Yachtsman Magazine, 1970 (© 1969). — ISBN 0-8129-0134-7.
- Paul Elvstrøm, Richard Creagh-Osborne. Elvström speaks — to his sailing friends on his life and racing career. — Lymington (Hants), Nautical Pub. Co., 1970. — ISBN 0-245-59851-0.
- Paul Elvstrøm. Paul Elvström explains the yacht racing rules: 1985 rules. — London: Adlard Coles, 1985. — ISBN 0-229-11682-5.
- Paul Elvstrøm, Søren Krause. Paul Elvström explains the racing rules of sailing: 1997—2000 rules. — Camden, Me.: International Marine, 1997. — ISBN 0-07-007044-X
- Paul Elvstrøm. Paul Elvstrøm explains racing rules of sailing: 2005—2008 rules. — Camden, Me.: International Marine/McGraw-Hill, 2004. — ISBN 0-07-145626-0.
- Paul Elvstrøm, Søren Krause. Paul Elvstrøom explains racing rules of sailing: 2009—2012 rules. — London: Adlard Coles Nautical, 2009. — ISBN 978-1-4081-0949-6.

### На русском языке
- Пауль Эльвстрём. Искусство плавания под парусами / Перевод с английского Г. И. Поповой. — М.: «Физкультура и Спорт», 1971. — 152 с. — (Библиотека яхтсмена). — 15 000 экз.